# Platymachaerota elevata
Platymachaerota elevata är en insektsart som beskrevs av Schmidt 1918. Platymachaerota elevata ingår i släktet Platymachaerota och familjen Machaerotidae. Inga underarter finns listade i Catalogue of Life.